# امپراتریس تیمئی
امپراتریس تی‌می (انگلیسی: Empress Teimei; ۲۵ ژوئن ۱۸۸۴ – ۱۷ مهٔ ۱۹۵۱) همسر امپراتور تایشو و مادر امپراتور شووا بود.